# Oswaldia albifacies
Oswaldia albifacies är en tvåvingeart som först beskrevs av Townsend 1908.  Oswaldia albifacies ingår i släktet Oswaldia och familjen parasitflugor. Inga underarter finns listade i Catalogue of Life.